# Lijst van burgemeesters van Schalkwijk
Dit is een lijst van burgemeesters van de voormalige Nederlandse gemeente Schalkwijk tot die gemeente in 1962 samen met Tull en 't Waal opging in de gemeente Houten.
| Ambtsperiode | Naam burgemeester                       | Partij of stroming | Bijzonderheden |
| ------------ | --------------------------------------- | ------------------ | --- |
| 1811 - 1838  | Barend (B.) van der Pouw                |                    | maire/schout/burgemeester (tot 1818 viel ook Tull en 't Waal onder de gemeente Schalkwijk)                                        |
| 1838 - 1852  | Aloysius (A.J.E.) Hooft van Huysduynen  |                    | tevens burgemeester van Tull en 't Waal (1850-1852)                                                                               |
| 1852 - 1855  | Samuel (S.) van Raven                   |                    | tevens burgemeester van Tull en 't Waal (1852-1855), Houten (1840-1877), Oud-Wulven (1840-1857) en Schonauwen (1850-1857)         |
| 1855 - 1860  | Jacobus Johannes Groeneveldt            |                    | tevens burgemeester van Tull en 't Waal, later burgemeester van Schoonhoven                                                       |
| 1860 - 1884  | Joannes Wilhelmus van den Boogaard      |                    | tevens burgemeester van Tull en 't Waal                                                                                           |
| 1885 - 1922  | Julianus Petrus Kleinschmit (1851-1931) |                    | tevens burgemeester van Tull en 't Waal                                                                                           |
| 1923 - 1943  | Leo (L.P.J). ten Holder                 |                    | tevens burgemeester van Tull en 't Waal, eerder burgemeester van Tubbergen                                                        |
| 1943 - 1945  | Bram (A.W.) Bosschaart                  | NSB                | tevens burgemeester van Tull en 't Waal en Houten                                                                                 |
| 1945         | Leo (L.P.J). ten Holder                 |                    | tevens burgemeester van Tull en 't Waal                                                                                           |
| 1945 - 1946  | K.M. Vink                               |                    | waarnemend, tevens waarnemend burgemeester van Tull en 't Waal                                                                    |
| 1946 - 1958  | Adrianus Bruno Haefkens                 |                    | tevens burgemeester van Tull en 't Waal en Houten                                                                                 |
| 1959 - 1962  | Eugène (E.A.M.J.) van de Weijer         |                    | waarnemend, teven burgemeester van Bunnik, Odijk en Werkhoven (tot 1961) en waarnemend burgemeester van Tull en 't Waal en Houten |